# Мануков, Феодосий Семёнович
Феодосий (Федосей) Семёнович Мануков (1668 — 3 апреля,1738, Санкт-Петербург, Российская империя) — российский государственный деятель, вице-губернатор, дед Александра Васильевича Суворова.

## Биография
Происходил из служилого московского дворянства. Его отцом был подъячий Монастырского приказа (1663–1670) Семен Мануков. С 12 лет поступил на государственную службу в 1679 году в Москве, служил переписчиком. C 1680 по 1700 гг. числился подьячим в приказе. В 1693—1710 годах исполнял обязанности дьяка Поместного приказа, проводил перечень поместий и вотчин в Сосковском уезде.  В 1695–1698 гг. он ведал постройкой стругов на реке Воронеж, аналогичной работой в Брянске для подвоза провианта русскому гарнизону на Таванском острове в низовье Днепра, сбором провианта для Азовских походов, «корабеленой складкой» светских лиц и дцховенства в «кумпанства» для строительства азовского Флота. Заслужив благосклонность государя, Ф. С. Мануков в 1698/99 г. был оставлен у «дел» при боярине князе М. А. Черкасском, которому на время отъезда Петра I в Воронеж было поручено «ведать Москву и всех приказов дела, в том числе, тайные».
После вступления России в Северную войну Ф. С. Мануков в числе других подъячих Поместного приказа был переведен в село Преображенское на Генеральный двор, где вошёл в комиссии Ф. А. Головина. С 1701 по 1710 занимался комплектованием, рекрутированием и снабжениме русской армии.
При проведении Петром I губернской реформы в 1710 году — ландрат Лужской половины Санкт-Петербургской губернии, там же занимался вопросами хозяйственного управления Ингерманландии. В 1712 г. получил должность ландрихетра.  Летом 1719 г.  был определён «к делам в воеводство» над Ингерманландией, а с июня 1721 г. в течение года являлся обер-ландрихтером Петербургского провинциального суда. В 1722 г. переведён в Москву где исполянял обязанности президента вотчинной коллегии до назначения на эту должность М. А. Сухотина, в 1723 г. стал первым членом коллегии, в 1725 г. стал вице-президентом.
В 1736—1738 годах был Петербургским воеводой. В 1736—1737 годах упоминается как воевода и вице-президент. Императрица Анна Иоанновна выделила ему в Ямбургском уезде поместье Рябитцы. Проведя на гражданской службе около 57 лет, вышел в отставку 20 апреля 1738 года по собственному прошению. Известно, что имел племянника секретаря Семёна Манукова.

#### Владения
Значительной собственности не оставил. В 1702 году купил дом-усадьбу генерал-майора И. И. Чамберса — единое строение с обширным двором в выходившем на Арбат переулке, который так и называли Мануковым по имени домовладельца. Дом свой на месте нынешнего строения № 12-14 на Старом Арбате Федосей Семёнович переписал на имя дочерей в качестве приданого. После того как дочь Авдотья (Евдокия), вышла замуж за Василия Ивановича Суворова, она получила дом в приданое. За год до смерти Мануков писал:
за мной деревень и никаких заводов нет, и в Санкт-Петербурге двориика своего не имею, живу я на наемной квартире и награждения деревень против моей братии мне не было, а служу с одного… жалования